# Philippe Piat
Pour les articles homonymes, voir Piat (homonymie).
Philippe Piat est un footballeur français, né le 18 juin 1942 à Casablanca au Maroc. Il évolue au poste d'attaquant de 1963 à 1973, avant de devenir président de l'UNFP, puis de la FIFPro.

## Biographie

### Le footballeur
Né au Maroc, Philippe Piat commence le football au niveau amateur en Algérie française, d'abord à l'Olympique de Tizi-Ouzou, puis au Red Star Algérois, dont il est le capitaine. Il rejoint la métropole au début des années 1960. En 1965, avec le CSL Dijon, il est champion du groupe Centre de CFA.
Il devient professionnel au Racing Club de Strasbourg, avec lequel il remporte la Coupe de France 1966, sans toutefois avoir joué la finale. Il joue principalement en faveur du Racing et du Football Club de Sochaux, avant de terminer sa carrière de footballeur de haut niveau au Stade lavallois en 1973.
En 1973 il retrouve le CSL Dijon, club de ses débuts, où il est successivement joueur, entraîneur, puis président.
Au total, il dispute 240 matchs en Division 1 et 32 matchs en Division 2, ainsi que deux matches en Coupe de l'UEFA. Buteur prolifique, il apparait à quatre reprises dans le top 10 des meilleurs buteurs de Division 1. En 2022, le magazine So Foot le classe dans le top 1000 des meilleurs joueurs du championnat de France, à la 442ème place.
Depuis novembre 1985 il est membre du Variétés Club de France.

### Le syndicaliste
En 1969, il succède à Michel Hidalgo comme président de l'Union nationale des footballeurs professionnels. À partir de 2006, il co-préside le syndicat au côté de Sylvain Kastendeuch. Ils sont réélus en 2008, 2010, 2012, 2016, 2018 et 2020. Depuis décembre 2022 il est seul président.
Il est également vice-président de la FFF de 1985 à 1995, et président de la FIFPro, un syndicat international de footballeurs, de 2005 à 2007, puis de 2013 à 2021.
En 1981, Fernand Sastre, président de la FFF, lui remet les insignes de chevalier dans l'ordre national du Mérite. Le 14 juillet 2022, il est fait chevalier de la Légion d'honneur.

## Carrière
- 1963-1964 :  AS Cannes
- 1964-1965 :  Cercle Dijon
- 1965-1966 :  RC Strasbourg
- 1966-1967 :  AS Monaco
- 1967-1970 :  RC Strasbourg
- 1970- nov. 1972 :  FC Sochaux-Montbéliard
- nov. 1972-1973 :  Stade lavallois[10]

## Décorations
- Chevalier de l'ordre national du Mérite (1981)[8]
- Chevalier de la Légion d'honneur (2022)[11]